# Lensen-Gletscher
Der Lensen-Gletscher ist ein Gletscher in den Victory Mountains des ostantarktischen Viktorialands. Er fließt in nordöstlicher Richtung zum Pearl-Harbor-Gletscher, den er unmittelbar östlich des Mount Pearson erreicht.
Teilnehmer der New Zealand Federated Mountain Clubs Antarctic Expedition (1962–1963) benannten ihn nach Gerald J. Lensen, der als Teilnehmer an einer von 1957 bis 1958 durchgeführten Kampagne der New Zealand Geological Survey Antarctic Expedition im Gebiet des Tucker-Gletschers gearbeitet hatte.